# Угорське князівство
Угорське князівство (угор. Magyar Fejedelemség) або Велике князівство Угорське (угор. Magyar Nagyfejedelemség) — перша угорська держава на Середньодунайській низовині, заснована у 896 або 895 році. У 1000 році Стефан I посів князівський престол і перетворив державу на королівство.

## Назва
Самоназва угорців — «мадяри» (magyarok, однина — magyar). Це слово співзвучне з самоназвою споріднених їм народів — хантів і мансі (mańśi). Країна Угорщина періоду 830—89 відома з джерел як «Ателькез» (Etelk'z), а самоназвою цього об'єднання було «Хетумогер» («сім племен мадяр»). Після усобиці в Хозарському каганаті 860-х рр. до союзу Угрів приєдналося плем'я хозарського походження — кабари. Напередодні усобиці не пізніше 850-х рр. хозари надали можливість уграм обрати єдиного правителя, яким став Алмош, батько Арпада — засновника угорської королівської династії Арпадів.

## Історія

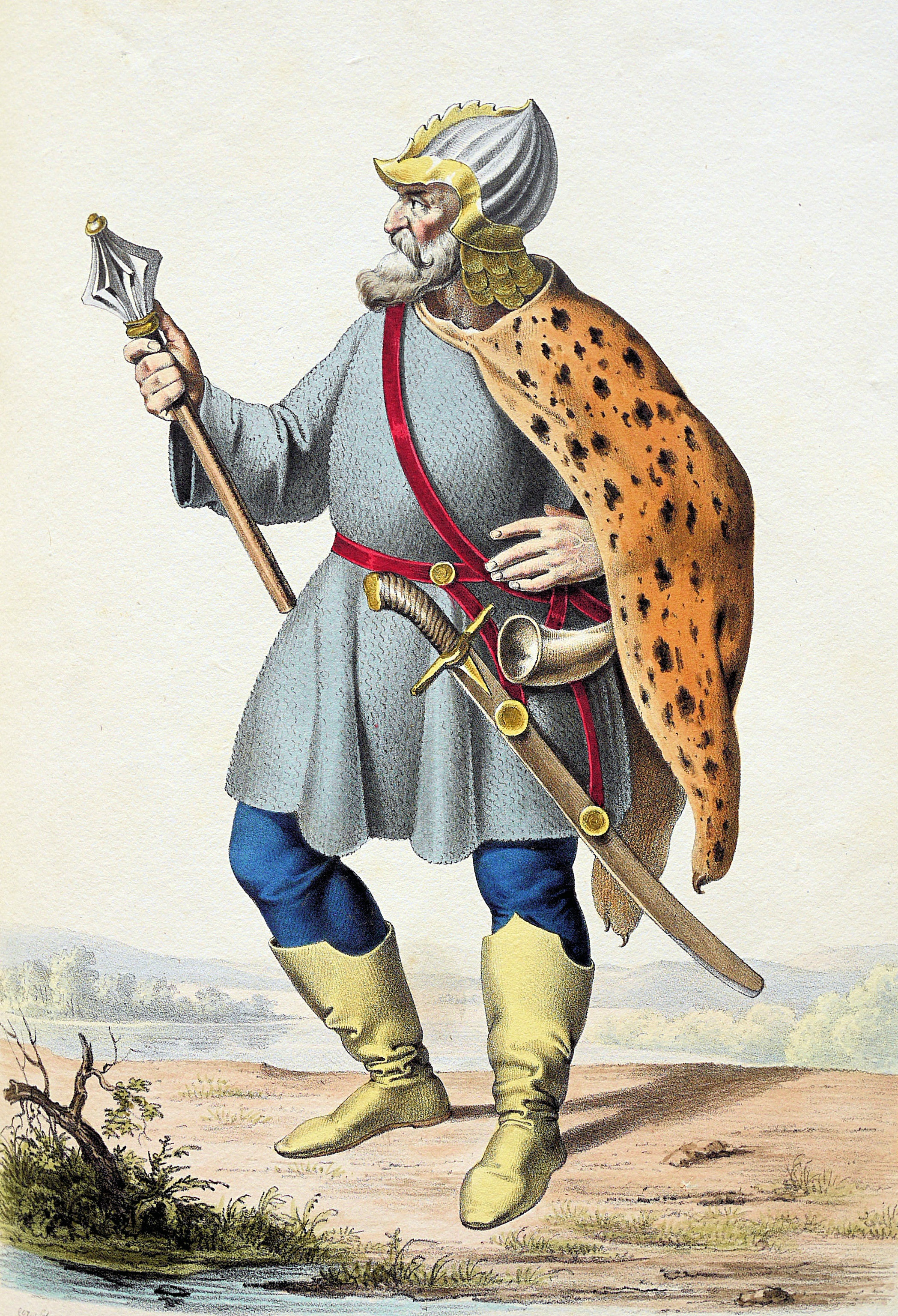
Апард

Близько 890 року під тиском хозар і огузів частина печенізьких племен переправилася через Волгу і почала тіснити угорців. У підсумку угорці були змушені покинути Ателькузу та мігрувати на захід через Дніпро.
За даними угорської хроніки «Gesta Hungarorum», князь Алмош розгромив неназваного князя (ймовірно, Олега), осадив його в Києві і погодився піти тільки після того, як руси заплатили йому викуп у 10 тис. марок сріблом.
Передана в пізнішому угорському літописанні (Анонім Угорський) легенда про швидке переселення угорців лісовим маршрутом через Суздаль (нині місто Владимирської обл., РФ), Київ, Володимир, Галич (давній) і перевали в Східних Карпатах не відповідає історичним реаліям.
Поява угорців на дніпровському правобережжі призвела до конфлікту з Болгарією. В цей час болгарський цар Симеон вів війну з Візантією, але незважаючи на це, угорці були розбиті і були змушені продовжити рух на захід, за Карпати — в Паннонію.
Близько 906 року угорці, розгромивши залишки Великоморавської держави, захоплюють Паннонську рівнину. Угри здійснювали далекі грабіжницькі походи Західною Європою, які закінчилися 955 їхньою поразкою від війська короля Оттона I, після чого угри почали переходити до осілого способу життя та формування територіальної державності. Епоха «здобуття батьківщини» тривала до прийняття християнства у 1000; ця подія є умовною хронологічною межею між історією «угрів» як степового кочового племені та «угорців» як населення сталого державного утворення на теренах Центральної Європи. В 11 ст. угорці оволоділи Трансильванією (Семигородом), що завершило формування осердя території середньовічного Угорського королівства. Входження Угорщини до системи християнських держав відбулося у 1000, коли Стефан І отримав від Папи Римського титул короля.

### Надьфейеделеми
До кінця правління Апарда владу у державі було поділено між князем та військовим лідером. Вождь на ім'я Курсан був кенде (угорський релігійний, «сакральний вождь»), а Апард — дюлою, військовим лідером.
| Правління             | Надьфейеделем   | Дата народження | Дата смерті | Коментар                                                                   |
| 895 — 907             | Арпад           | 845             | 907         |                                                                            |
| 907 — 947             | Золта           | 880 або 903     | 950         |                                                                            |
| 947 — 955             | Файс            | ?               | ?           |                                                                            |
| 955 — 972             | Такшонь         | 931             | 972?        |                                                                            |
| 972 — 997             | Ґеза            | 945             | 997         |                                                                            |
| 997 — 1000 (або 1001) | Стефан I Святий | 975?            | 1038        | Був надьфейеделемом з 997 р. по 25 грудня 1000 р. Дружина Гізела Баварська |